# Rainbow (banda)
Rainbow  (também conhecido como Ritchie Blackmore's Rainbow)  foi uma banda de rock formada pelo ex-Deep Purple Ritchie Blackmore em 1975. Além de Blackmore, a banda inicialmente consistia dos antigos membros da banda Elf: o vocalista Ronnie James Dio, o tecladista Mickey Lee Soule, o baixista Craig Gruber e o baterista Gary Driscoll. Ao longo dos anos, o Rainbow passou por muitas mudanças. A banda se separou em 1984 quando Ritchie Blackmore voltou ao Deep Purple. Nos anos 1990, Blackmore retornou com o Rainbow e lançou o disco Stranger in Us All em 1995.
A banda começou combinando místicos temas líricos com metal neoclássico, mas entrou em um estilo comercial mais simplificado após a saída de Dio do grupo.
O Rainbow foi classificado na posição #90 na lista dos "100 maiores artistas de Hard Rock" do canal VH1. A banda já vendeu 30 milhões de cópias mundialmente, sendo 4 milhões nos Estados Unidos.
Em 9 de Novembro de 2015, Ritchie Blackmore anunciou o retorno do Rainbow para algumas apresentações em 2016  com o vocalista chileno Ronnie Romero. Em 2017 encerrou as atividades.

## Integrantes
Atuais
- Ritchie Blackmore — guitarra (1975-1984, 1993-1997, 2015 - 2017)
- Ronnie Romero - Vocal (2015 - 2017)
- Bob Nouveau - baixo (2015 - 2017)
- David Keith - bateria (2015 - 2017)
- Jens Johansson - teclado (2015 - 2017)